# 英国喜剧奖
国家喜剧奖（National Comedy Awards，1990年至2014年称为英国喜剧奖（British Comedy Awards））是英国一年一度的颁奖典礼，旨在表彰上一年杰出的喜剧演员和娱乐表演。